# Delicious way
《delicious way》(딜리셔스 웨이)는 일본의 가수  쿠라키 마이의 첫 번째 정규 음반이다. 2000년 6월 28일에 발매되었다. 

## 개요
오피셜 피아노&보컬 스코어 《delicious way》가 동시 발매가 되었다. 

## 수록곡
1. Delicious Way (3:49)
  - 작사: 쿠라키 마이, 작곡: 오노 아이카, 편곡: Cybersound

음반 표제곡. 리드곡으로 TV 스팟에도 단독 혹은 다수의 곡으로 방송되었다.
2. Love, Day After Tomorrow (4:01)
  - 작사: 쿠라키 마이, 작곡: 오노 아이카, 편곡: Cybersound

1번째 싱글. 가사는 “오늘은 안되더라도, 이번에 너를 만날 때에는, 정확히  전해지는 자신으로 있고 싶어”(今日はダメでも、今度君に逢うときは、きちんと伝えられる自分でいたい)라는 테마로 구성되었다.
3. Secret of my heart (4:23)
  - 작사: 쿠라키 마이, 작곡: 오노 아이카, 편곡: Cybersound

3번째 싱글. 요미우리 TV 닛폰 TV계 애니메이션 《명탐정 코난》 엔딩 테마.
데뷔 당시, 자신이 쿠라키 마이인 것을 친구에게 털어놓지 않고 있었을 때를 부른 곡이다.
4. Stepping ∞ Out (4:37)
  - 작사: 쿠라키 마이, 작곡 · 편곡: Yoko B. Stone

후에 작곡가인 Yoko B. Stone가 셀프 커버를 하고 있다.
5. Baby Tonight (You & Me) (4:00)
  - 작사: 쿠라키 마이, M. Africk, 작곡: Yoko B. Stone, 카사하라 토모오, 작곡: Yoko B. Stone
6. Can't get enough (gimme your love) (3:41)
  - 작사: 쿠라키 마이, Yoko B. Stone, 작곡: Yoko B. Stone, 편곡: Cybersound
7. NEVER GONNA GIVE YOU UP (3:58)
  - 작사: 쿠라키 마이, M. Africk, 작곡: M. Africk, M. Pessoa, Perry Geyer, 편곡: Cybersound

4번째 싱글. Michael Africk과 첫 랩을 피로.
8. Stay by my side (4:25)
  - 작사: 쿠라키 마이, 작곡: 오노 아이카, 편곡: Cybersound

2번째 싱글. 쿠라키가 자신의 악곡 중에서 가장 마음에 들고 있다고 말하고 있다.
9. Everything's All Right (4:06)
  - 작사: 쿠라키 마이, 작곡: 키타우라 마사타카, 편곡: Cybersound

1번째 싱글 〈Love, Day After Tomorrow〉의 커플링곡.
10. happy days (4:17)
  - 작사: 쿠라키 마이, 작곡: 오노 아이카, 편곡: Cybersound

따로따로 떨어진 친구를 생각해서 불린 곡. 원래의 타이틀은 ‘memories’였다[1].
11. 그대와의 시간(君との時間) (4:16)
  - 작사: 쿠라키 마이, 작곡: 카사하라 토모오, 편곡: Cybersound

## 같이 보기
- 일본에서 가장 많이 팔린 음반 목록